# 1748 en science
| Années de la science : 1745 - 1746 - 1747 - 1748 - 1749 - 1750 - 1751    |
| Décennies de la science : 1710 - 1720 - 1730 - 1740 - 1750 - 1760 - 1770 |

Cet article présente les faits marquants de l'année 1748 en science.

## Événements

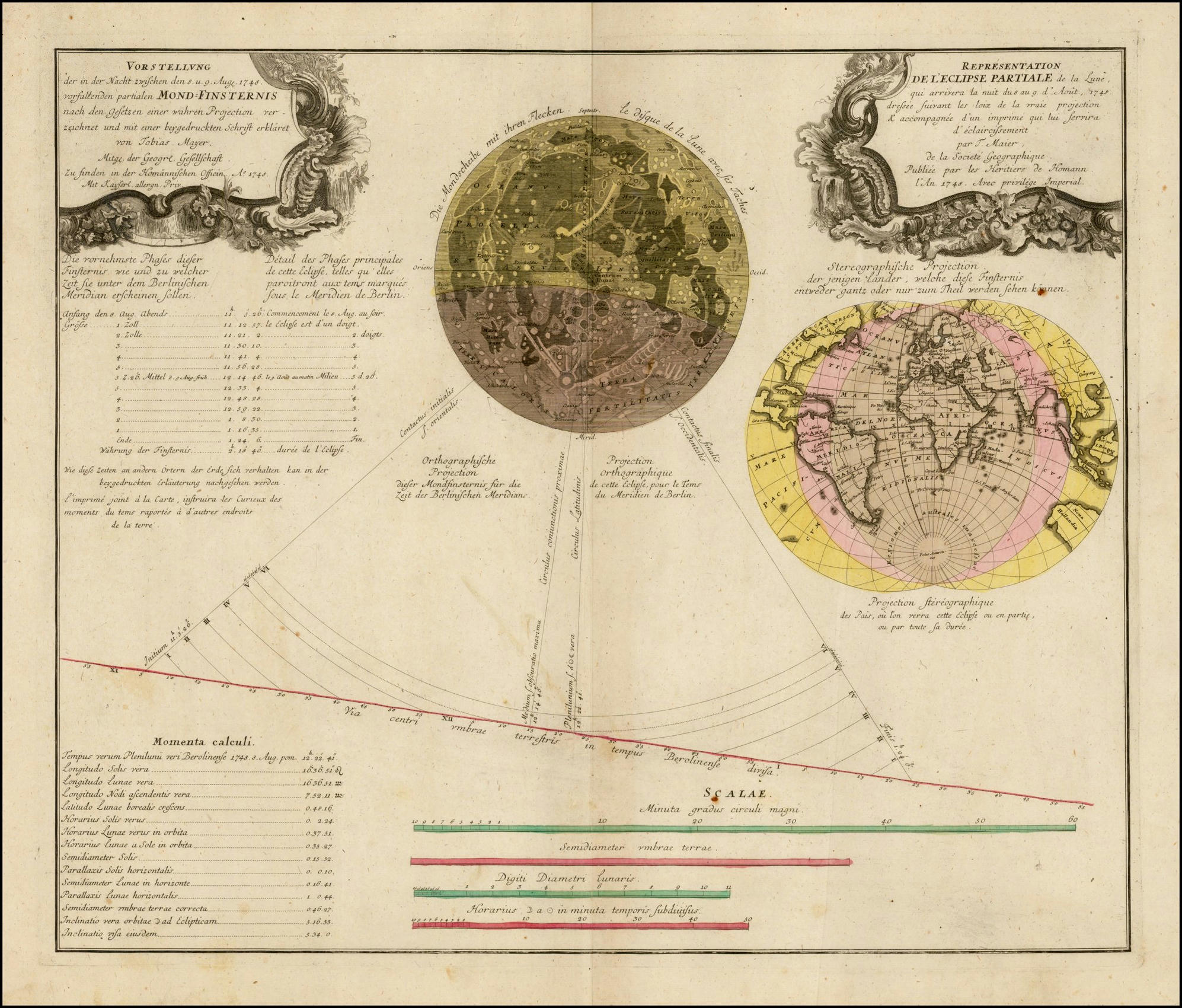
Éclipse lunaire partielle d'août 1748 par Tobias Mayer.

- 11 janvier (31 décembre 1747 du calendrier julien) : l'astronome britannique James Bradley fait l'annonce dans une lettre écrite à lord Macclesfield de sa découverte de la nutation terrestre, qu'il avait mise en évidence une vingtaine d'années plus tôt[1].
- 30 mars : Roque Joaquín de Alcubierre est autorisé par le roi de Naples à tenter entreprendre la fouille des ruines de Pompéi. Dès le 6 avril il découvre une peinture murale et le 19 avril un premier cadavre antique est déterré au croisement de la via di Nola et de la via Stabiana[2].
- 25 juillet : éclipse annulaire du Soleil[3].
- 8–9 août : éclipse lunaire partielle[4].
- 30 août : Lewis Paul fait breveter une machine à carder la laine[5].
- 12 décembre : le comtesse Eva Ekeblad devient la première femme membre de l'Académie royale des sciences de Suède[6].

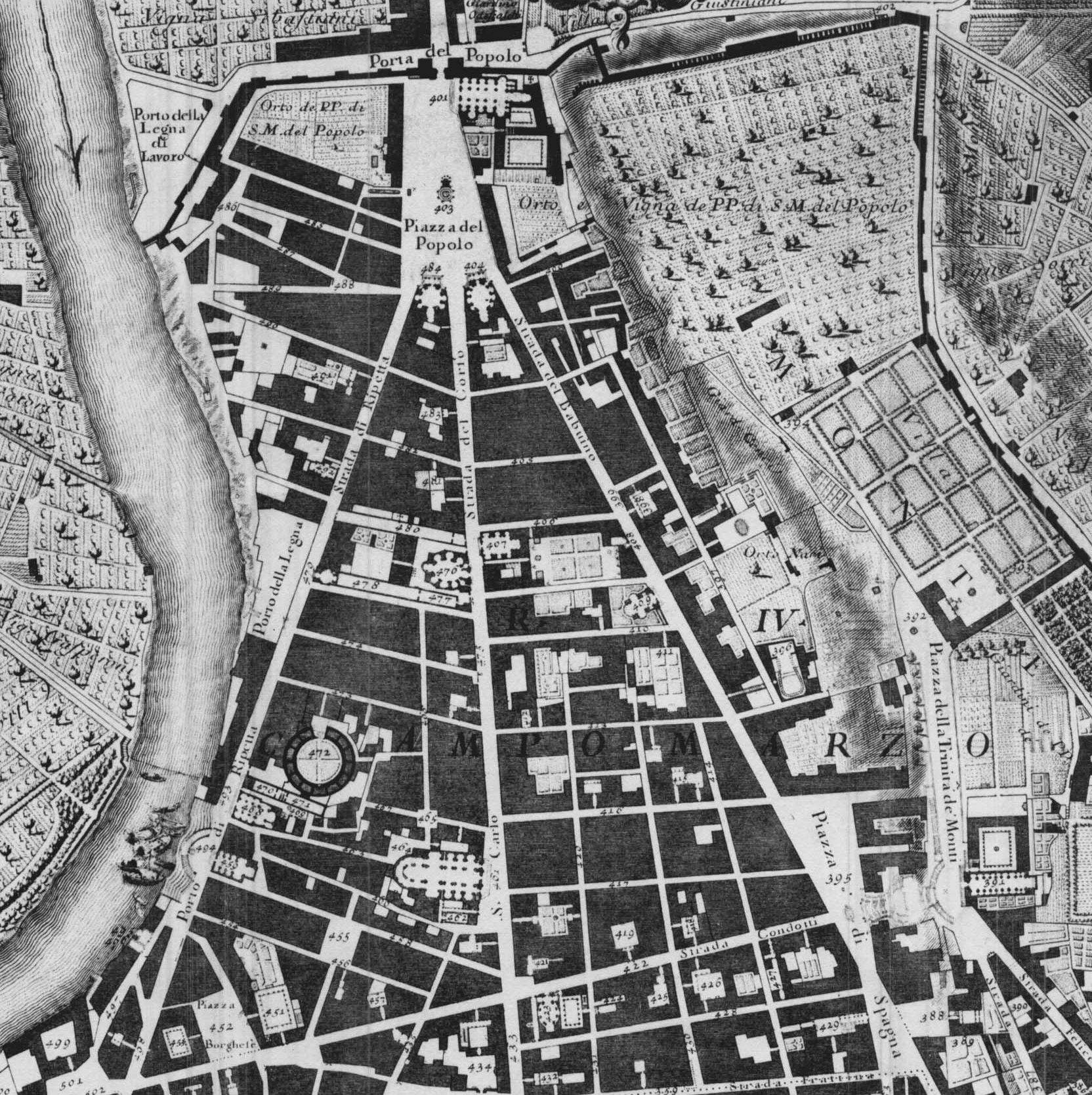
Piazza del Popolo, détail de la Nuova Pianta di Roma de Giambattista Nolli.

- Géographie : le grand plan de Rome (Nuova Pianta di Roma) de Giambattista Nolli (1692 - 1756), est gravé et édité (en 16 feuilles in-folio et 16 in-4°). Ce plan, dit Plan de Nolli, sert de référence à la cartographie romaine jusque dans les années 1970[7].

## Publications
- Maria Gaetana Agnesi : Institutions analytiques[8].
- Denis Diderot : Mémoires sur différents sujets de mathématiques.
- Leonhard Euler : Introduction à l'analyse infinitésimale ou Introductio in analysin infinitorum. Le mathématicien suisse jette les bases de l'analyse mathématique et établit la formule {\displaystyle e^{i\pi }+1=0}[9]. La légende raconte qu'Euler vit une apparition divine en écrivant cette formule.
- John Fothergill : An account of the sore Throat attended with Ulcers, Londres, Davis, 1748. Première description de la diphtérie.
- Niccolò Gianpriamo, Specula Parthenopaea uranophilis juventibus excitata, Naples, traité d'astronomie.
- Benoît de Maillet : Telliamed ou entretiens d'un philosophe indien avec un missionnaire français sur la diminution de la mer, la formation de la terre, l'origine de l'homme, Amsterdam, posthume et anonyme. Il développe une « théorie de la Terre » matérialiste, entièrement étrangère à la Genèse[10].
- Julien Offray de La Mettrie : L'Homme Machine, Leyde.
- Antonio de Ulloa, Jorge Juan : Relación Histórica del Viage a la América Meridionale, Madrid. Première mention du platine.

## Prix
- Médailles de la Royal Society
  - Médaille Copley : James Bradley, pour sa découverte du déplacement apparent des étoiles fixes.

## Naissances

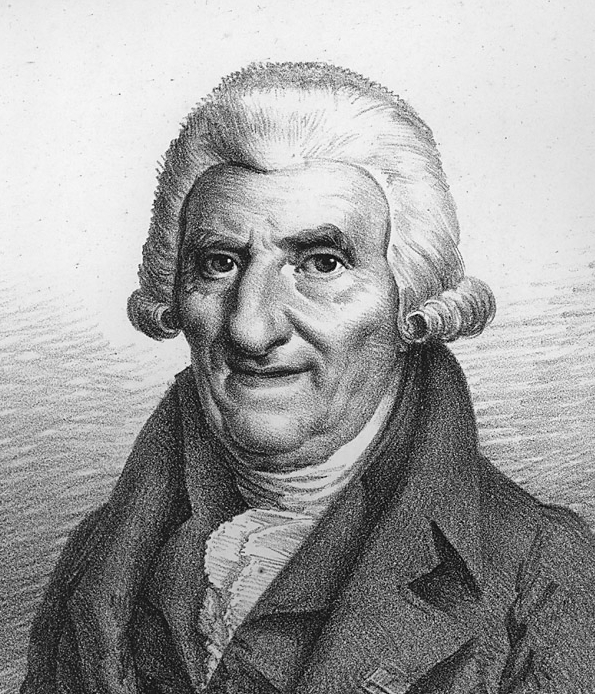
Jean-Dominique Cassini

- 10 mars : John Playfair (mort en 1819), scientifique écossais.
- 11 avril : Louis Monge (mort en 1827), mathématicien français.
- 12 avril : Antoine-Laurent de Jussieu (mort en 1836), botaniste français.
- 19 avril : Charles d'Amondans de Tinseau (mort en 1822), officier et mathématicien français.
- 24 mai : Christian Ehrenfried Weigel (mort en 1831), chimiste et naturaliste allemand.
- 29 juin : Pietro Cossali (mort en 1815), mathématicien italien.
- 30 juin : Jean-Dominique Cassini (mort en 1845), astronome français.
- 8 août : Johann Friedrich Gmelin (mort en 1804), naturaliste et chimiste allemand.
- 18 août : Pierre Sonnerat (mort en 1814), naturaliste et explorateur français.
- 31 août : Jean-Baptiste Courtois, chimiste et salpêtrier français[11].
- 26 octobre : Jean-Baptiste Pierre Boudet (mort en 1828), pharmacien et chimiste français.
- 14 novembre : Philippe-Frédéric de Dietrich (mort en 1793), savant et homme politique alsacien.
- 9 décembre : Claude-Louis Berthollet (mort en 1822), chimiste français.

## Décès
- 1er janvier : Jean Bernoulli (né en 1667), mathématicien et physicien suisse.
- 25 janvier : Robert Bunon (né en 1702).
- 25 novembre : Isaac Watts (né en 1674), hymnographe, poète, théologien et logicien britannique.
- Novembre : Aleksei Chirikov (né en 1703), explorateur russe.
- 11 décembre : Ewald Georg von Kleist, physicien allemand (né en 1700).